# Gay affirmative psychotherapy
Unter Gay Affirmative Psychotherapy werden insbesondere im anglophonen Sprachraum Psychotherapien verstanden, die homosexuelle und bisexuelle Klienten darin unterstützen, ihre sexuelle Orientierung zu erforschen, zu bejahen, zu festigen und zu integrieren. Darunter wird nicht allein verstanden, dass homosexuelle Orientierung nicht als Störung betrachtet wird, sondern vor allem, dass Lesben, Schwule und Bisexuelle spezifische Bedürfnisse zum Beispiel mit der Bewältigung des Coming-out haben, die in herkömmlichen Therapieansätzen nicht genügend Beachtung finden, aber dennoch im psychotherapeutischen Prozess relevant sind oder sein können.
Im deutschen Sprachraum wird die Bezeichnung Gay Affirmative Psychotherapy oder seit einigen Jahren die Bezeichnung Affirmative Psychotherapie verwendet. Dass eine deutsche Bezeichnung erst jetzt entsteht, liegt unter anderem daran, dass sich in Europa erst in jüngerer Zeit die Notwendigkeit ergeben hat, eine Psychotherapie ohne heterosexistische Voreingenommenheit von Konversionstherapien bzw. Reparativen Therapien (ein Ansatz der aus den USA stammenden Ex-Gay-Bewegung) abzugrenzen.

## Grundsätze
Aufgrund der heterosexuellen Vorannahme, die die Einschätzung anderer Menschen in unserer Gesellschaft begleitet, sind Schwule, Lesben und Bisexuelle bereits in ihrer Kindheit einer speziellen Entwicklungsschwierigkeit ausgesetzt, indem sie in ihrer Sexualität allgemeinen Erwartungen, zum Beispiel denjenigen ihrer Eltern, widersprechen.
Kernpunkte der Gay Affirmative Psychotherapy sind daher die Begleitung des Klienten beim inneren und äußeren Coming-out sowie die Thematisierung von Diskriminierungserfahrungen und der Entwertung der Homosexualität durch die Umwelt oder auch durch die zu behandelnde Person selbst, eine sogenannte internalisierte Homophobie.
Homo- und Heterosexualität werden in der Gay Affirmative Psychotherapy als gleichwertig verstanden. Anders als in der Reparative Therapie wird nicht davon ausgegangen, dass Homosexualität aus einem „reparativen Antrieb“ entspringt, während Heterosexualität das Ergebnis einer unbeschadeten Kindheit sei, sondern der Ursprung beider Orientierungen wird in etwa in den gleichen Trieben gesehen. Homosexualität ist dabei keine „Verkehrung“ der Heterosexualität, sondern in ihrer Genese ebenso eigenständig strukturiert und rekonstruierbar. Diese Haltung wird in Westeuropa und in den USA von den meisten Psychotherapeuten vertreten.
Ein weiterer Punkt der therapeutischen Begleitung ist die etwaige Einbeziehung von Angehörigen in den Coming-out-Prozess.
Die American Psychological Association (APA) hat inzwischen ethische Leitlinien für eine (affirmative) Psychotherapie von lesbischen, schwulen und bisexuellen Klienten herausgegeben. Der US-amerikanische Fachverband der Psychologen, die American Psychological Association, nahm am 5. August 2009 eine Entschließung an, die feststellte, dass Fachleute im Gebiet der seelischen Gesundheit es vermeiden sollen, ihren Klienten zu erklären, dass sie ihre sexuelle Orientierung durch Therapie oder andere Behandlung ändern könnten. Die „Resolution zu geeigneten affirmativen Antworten auf Spannungen im Zusammenhang mit sexueller Orientierung und zu Veränderungsanstrengungen“ empfiehlt auch, dass Eltern, Erziehungsberechtigte, junge Menschen und ihre Familien Behandlungen vermeiden, die Homosexualität als geistige Krankheit oder als Entwicklungsstörung darstellen. Stattdessen sollen sie sich nach Psychotherapie, sozialer Unterstützung und Erziehungs-Diensten umsehen, die „genaue Information zu sexueller Orientierung und Sexualität bieten, Unterstützung durch Familie und Schule vergrößern und Ablehnung von Jugendlichen, die einer sexuellen Minderheit angehören, reduzieren.“
Die deutsche Bundesregierung erklärte: „Für therapeutische Hilfen aus dem Bereich der so genannten affirmativen Therapien konnte dagegen ein Nutzen im Sinne einer geringeren Anfälligkeit bezüglich psychischer Erkrankungen nachgewiesen werden. Bei diesem Ansatz geht es um die unterstützende therapeutische Begleitung der Entwicklung der sexuellen Identität, die Integration der sexuellen Orientierung in das Selbstbild und die Stärkung des Selbstwertgefühls des Klienten.“

## Historisches
Obwohl Sigmund Freud eine vergleichsweise affirmative Position zur Homosexualität eingenommen hatte, haben die meisten Psychoanalytiker Homosexualität jahrzehntelang pathologisiert. Hier sind vor allem Irving Bieber und Charles Socarides zu nennen. Erst in den letzten Jahrzehnten thematisierten psychoanalytisch orientierte Forscher und Therapeuten (etwa Fritz Morgenthaler, Richard Isay) Homosexualität verstärkt im positiven bzw. im neutralen Sinne.
Magnus Hirschfeld war der erste, der mit seiner „Adaptionstherapie“ einen affirmativen Ansatz bezüglich homosexueller Patienten vertrat. Sie bestand darin, die betreffenden Personen zu ermutigen, ihre Homosexualität als naturgegebenen Zustand zu akzeptieren. Mit der Schließung des von ihm gegründeten Instituts für Sexualwissenschaft konnte dieser Ansatz nicht weiter entwickelt werden. Als direkte Vorläuferin affirmativer Ansätze gelten die erstmals Mitte der 1950er publizierten Studien der amerikanischen Psychologin Evelyn Hooker, in denen sie im Hinblick auf psychische Gesundheit keine Unterschiede zwischen homosexuellen und heterosexuellen Person finden konnte.
Mit den Werken Loving Someone Gay (1975) von Don Clark und Positively Gay (1979) von Betty Berzon erschienen erstmals Bücher, welche von offen schwulen und lesbischen Psychotherapeuten geschrieben wurden. Sie schlugen vor psychotherapeutische Techniken anzuwenden um das Leben von LGBTs zu verbessern ohne sie oder Homosexualität selbst als pathologisch zu stigmatisieren. 1982 erschien eine von John Gonsiorek herausgegebene bahnbrechende Ausgabe des Journal of Homosexuality mit dem Titel Homosexuality and Psychotherapy: A Practitioner's Handbook of Affirmative Models. Es enthielt Beiträge von Eli Coleman, Martin Rochlin (1928–2003), Barbara McCandlish und Bronwyn Anthony. Ein Beitrag von Alan Malyon nutzte den Begriff „gay affirmative“ Psychotherapie um ein neues Modell einzuführen, welches gleichgeschlechtliche Beziehungen als von Natur aus gesunden und normalen Ausdruck menschlicher Sexualität ansah.
Einer der bedeutendsten Psychoanalytiker, die im deutschen Sprachraum eine entsprechende Position beziehen, ist der Schweizer Professor für Klinische Psychologie in Basel, Udo Rauchfleisch.
In den Vereinigten Staaten bestehen Institute, wie das Institute for Contemporary Uranian Psychoanalysis, wo Psychotherapeuten in Gay Affirmative Psychotherapy geschult werden.